# 기타나카도리촌
기타나카도리촌(일본어: 北中通村)은 일본 오사카부 히네군·센난군에 설치되었던 촌이다. 현재의 이즈미사노시에 해당한다.

## 역사
- 1889년 4월 1일 - 정촌제 시행에 의해 미나미군 기타나카도리촌이 성립하였다.
- 1896년 4월 1일 - 군 통합에 의해 센난군이 되었다.
- 1937년 4월 1일 - 사노정에 편입해, 동일 기타나카도리촌은 폐지되었다.

## 교통

### 철도
- 한와전기철도
  - 본선 (현 서일본 여객철도 한와선)
- 난카이 철도 (현 난카이 전기철도)
  - 난카이 본선

### 도로
- 구마노 가도
- 우시타키 가도
- 교시고에 가도
- 고카와 가도

## 참고문헌
- 角川日本地名大辞典 27 大阪府